# Regionalverband Hochrhein-Bodensee
Der Regionalverband Hochrhein-Bodensee gehört zu den zwölf Raumordnungs- und Planungsregionen in Baden-Württemberg. Er umfasst die Landkreise Lörrach, Waldshut und Konstanz.

## Regionalplanung
Als Träger der Regionalplanung in der Region wurde zum 1. Januar 1973 der Regionalverband Hochrhein-Bodensee als Körperschaft des öffentlichen Rechts eingerichtet. Er ist einer von zwölf Regionalverbänden in Baden-Württemberg, von denen zwei auch über die Landesgrenzen hinaus zuständig sind. Die Verbandsversammlung des Regionalverbands Hochrhein-Bodensee konstituierte sich erstmals am 22. November 1973. Die Geschäftsstelle des Regionalverbands befindet sich in Waldshut-Tiengen.

## Bevölkerungsentwicklung
Die Einwohnerzahlen sind Volkszählungsergebnisse (¹) oder amtliche Fortschreibungen des Statistischen Landesamts Baden-Württemberg (nur Hauptwohnsitze).
| Datum             | Einwohner |
| ----------------- | --------- |
| 31. Dezember 1973 | 572.347   |
| 31. Dezember 1975 | 566.080   |
| 31. Dezember 1980 | 564.533   |
| 31. Dezember 1985 | 569.019   |
| 25. Mai 1987 ¹    | 567.785   |
| 31. Dezember 1990 | 603.160   |

| Datum             | Einwohner |
| ----------------- | --------- |
| 31. Dezember 1995 | 634.116   |
| 31. Dezember 2000 | 648.302   |
| 31. Dezember 2005 | 663.323   |
| 31. Dezember 2010 | 667.773   |
| 9. Mai 2011 ¹     | 650.885   |
| 31. Dezember 2015 | 674.857   |

| Datum             | Einwohner |
| ----------------- | --------- |
| 31. Dezember 2018 | 684.583   |

## Raumplanung

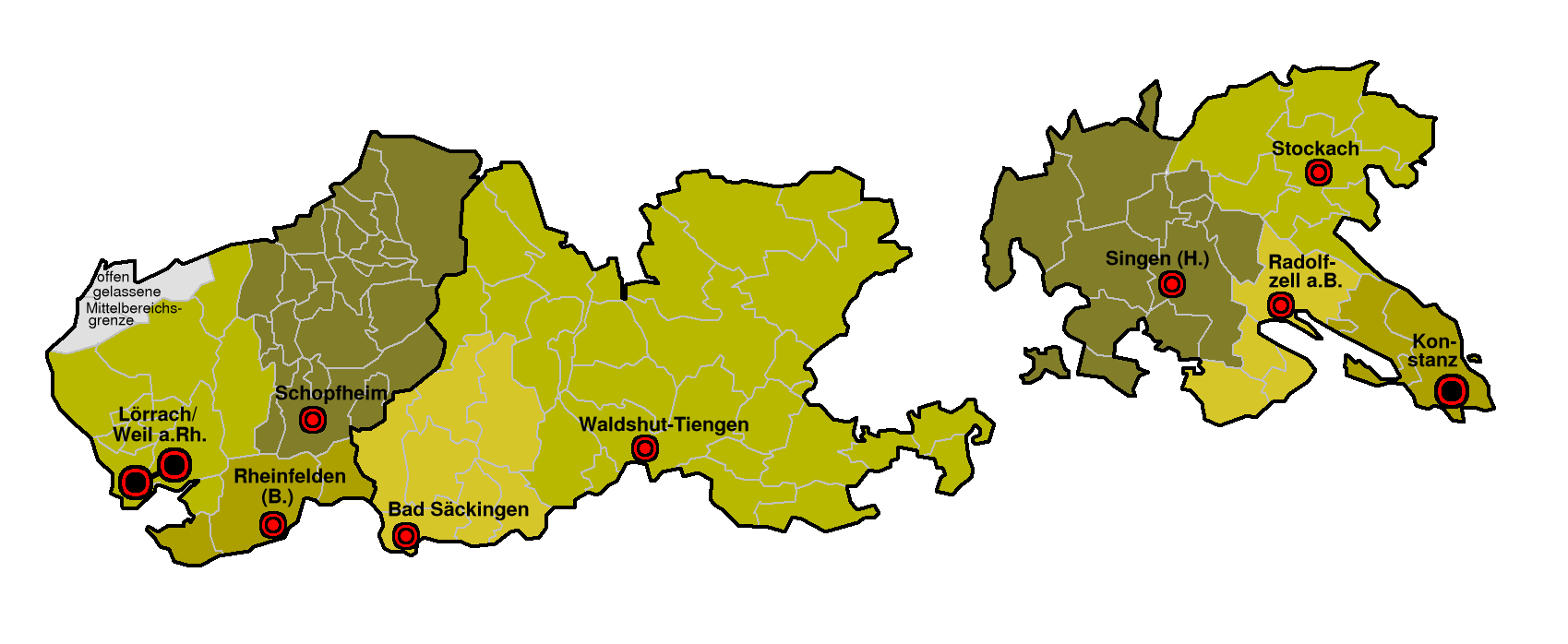
Karte der Mittelbereiche in der Region Hochrhein-Bodensee

In der Region Hochrhein-Bodensee bestehen die Oberzentren Konstanz und (als Doppelzentrum) Lörrach/Weil am Rhein. Es existieren die folgenden Mittelbereiche, deren Abgrenzung in den Artikeln zu den jeweiligen Städten zu finden ist:
- Bad Säckingen
- Konstanz
- Lörrach/Weil
- Radolfzell
- Rheinfelden
- Schopfheim
- Singen
- Stockach
- Waldshut-Tiengen

Dabei wurde die Grenze zwischen den Mittelbereichen Lörrach/Weil und Müllheim (Verband Region Südlicher Oberrhein) im Bereich der Gemeinden Bad Bellingen und Schliengen offen gelassen.

### Flächenaufteilung
Nach Daten des Statistischen Landesamtes, Stand 2015.

## Verbandsvorsitzende
- 1973–1980: Werner Dierks
- 1980–2009: Bernhard Wütz, Landrat a. D. des Kreises Waldshut
- 2009–2014: Tilman Bollacher, Landrat a. D. des Kreises Waldshut
- 2014–2019: Marion Dammann, Landrätin des Landkreises Lörrach
- seit 2019: Martin Kistler, Landrat des Landkreises Waldshut

## Verbandsdirektoren
- 1973–1989: Theo Zengerling
- 1989–2003: Franz Schwendemann
- 2003–2021: Karl Heinz Hoffmann-Bohner
- seit 2021: Sebastian Wilske